# Aeropuerto de Villagarzón
Aeropuerto de Villagarzón (IATA: VGZ, OACI: SKVG) ubicado en el municipio de Villagarzón, es la terminal aérea que le brinda servicio a la ciudad de Mocoa, Putumayo (Colombia).

## Destinos
- Satena
  - Bogotá / Terminal Puente Aéreo
  - Puerto Leguízamo / Aeropuerto Caucayá
  - Cali / Aeropuerto Alfonso Bonilla Aragón

## Aerolíneas Extintas
- Latina de Aviación Colombia
  - Bogotá / Aeropuerto Internacional El Dorado